# Les Trois Lacs
Les Trois Lacs är sjöar i Kanada.   De ligger i provinsen Québec, i den sydöstra delen av landet, 300 km öster om huvudstaden Ottawa. Arean är 2,4 kvadratkilometer. Den sträcker sig 1,4 kilometer i nord-sydlig riktning, och 3,4 kilometer i öst-västlig riktning.